# Иоково
Иоково (тат. Иоково) — село в Тетюшском районе Республики Татарстан России. Входит в состав Жуковского сельского поселения.

## География
Село находится в юго-западной части Татарстана, в зоне хвойно-широколиственных лесов, в пределах восточной окраины Приволжской возвышенности, на правом берегу реки Кильны, при автодороге 16К-1514, на расстоянии примерно 15 километров (по прямой) к юго-западу от города Тетюши, административного центра района. Абсолютная высота — 109 метров над уровнем моря.

### Климат
Климат характеризуются как умеренно континентальный, с умеренно холодной продолжительной зимой и относительно жарким летом. Среднегодовая температура воздуха составляет 2,9 °С. Средняя температура воздуха самого холодного месяца (января) — −13,5 °C (абсолютный минимум — −36 °C); самого тёплого месяца (июля) — 19,4 °C (абсолютный максимум — 44 °C). Безморозный период длится 136 дней. Среднегодовое количество атмосферных осадков составляет 486 мм, из которых около 326 мм выпадает в период с апреля по октябрь.

### Часовой пояс
Село Иоково, как и весь Татарстан, находится в часовой зоне МСК (московское время). Смещение применяемого времени относительно UTC составляет +3:00.

## История
Известно с 1710 года. В начале XX века действовали церковно-приходская школа, пять ветряных мельниц и три мелочные лавки.

## Население
Население села Иоково в 2012 году составляло 274 человека.
| 1859 | 1908 | 1920 | 1926 | 1938 | 1949 | 1958 | 1970 | 1979 | 1989 | 2002 | 2012 |
| ---- | ---- | ---- | ---- | ---- | ---- | ---- | ---- | ---- | ---- | ---- | ---- |
| 529  | 1095 | 1339 | 930  | 1052 | 907  | 907  | 981  | 715  | 449  | 356  | 274  |

### Национальный состав
Согласно результатам переписи 2002 года, в национальной структуре населения чуваши составляли 96 %.